# To-hybrid screening
To-hybrid screening er en teknik indenfor molekylær biologi, der bruges til at opdage eller undersøge protein-protein interaktioner eller protein-dna interaktioner. Dette gøres ved at teste for fysiske interaktioner, heriblandt binding, mellem to proteiner eller mellem et protein og DNA-molekyle. 
To-hybrid screening gør brug af et reportergen med en tilhørende upstream aktiverende sekvens (UAS) samt en transskriptionsfaktor, der er splittet i to fragmenter. Det ene fragment udgør DNA-bindingsdomænet af transskriptionsfaktoren, ofte kaldet BD, som kan binde til UAS af reportergenet. Det andet fragment er aktiveringsdomænet, kaldet AD, som sørger for igangsættelse af transskriptionen. Hvis disse to fragmenter sammensættes vil det resultere i en transskription og ekspression af reportergenet. De to fragmenter fusioneres med de to proteiner hvis interaktion skal undersøges - disse kaldes prey og bait.  Hvis prey og bait interagerer med hinanden, vil det tvinge de to fragmenter af transkriptionsfaktoren sammen og reportergenet vil udtrykkes. Hvis prey og bait ikke interagerer vil reportergenet ikke udtrykkes.
Princippet bag to-hybrid screening ses illustreret i figuren nedenfor, hvor reportergenet er LacZ, mens den benyttede transskriptionsfaktor er Gal4.